# Sorina Grozav
Sorina Maria Tîrcă (født 27. maj 1999 i Râmnicu Vâlcea, Rumænien) er en kvindelig rumænsk håndboldspiller, der spiller for Rapid București i Liga Naţională og Rumæniens kvindehåndboldlandshold.
I september 2018 blev hun udnævnt af EHF, som en af de 20 mest lovende talenter i fremtiden, som er værd at holde øje med.
Hun blev udtaget til landstræner Adrian Vasiles trup ved VM i kvindehåndbold 2021 i Spanien, hvor det rumænske hold blev nummer 13. Hun fik dog kort før slutrunden en skulderskade, hvilket holdte hende ude.
Hun er desuden datter af den tidligere håndboldstjerne Mariana Tîrcă.

## Meritter
- EHF Cup:
  - Semifinalist: 2016